# Brodetto
Il brodetto, detto anche brodetto di mare o brodetto di pesce, è un piatto simbolo della cucina marinara dell'Adriatico, in particolare veneta, romagnola, marchigiana, abruzzese,  termolese, triestina e friulana. Il piatto è presente anche nella cucina croata con il nome di brodet, e in quella greca (Corfù), con il nome di bourdeto.

## Storia
È nato come piatto povero dei pescatori dell'Adriatico che utilizzavano quel pescato che era difficile da vendere a causa della sua bassa qualità, o delle dimensioni dei pesci, troppo piccoli, e che addirittura utilizzavano, quando il pesce era troppo poco, dei pezzi di scoglio con attaccate alghe e molluschi.
Le varianti si possono raccogliere in due tradizioni principali: in Veneto e Romagna non può mancare la gallinella, chiamata rispettivamente lucerna e mazzola, nelle Marche essa è sostituita con il San Pietro. Tuttavia ogni paese dell'Adriatico ha le sue piccole varianti.
Si utilizzano molte qualità di pesce, almeno nove/dieci, che variano a seconda della stagione: triglie, sogliole, palombo, rana pescatrice,  scorfano, merluzzo,  razze, gallinelle,  tracine, San Pietro, seppie, calamari,pannocchie (in veneto "canocie", in romagnolo "canocchie"), granchi, vongole e cozze.

## Preparazione
In una grande casseruola si prepara un soffritto in olio d'oliva con cipolla tritata o cipolla e aglio e si lascia insaporire a fuoco lento aggiungendo brodo di pesce, sale e pepe.
Successivamente si introducono i pesci (talvolta infarinati) a strati, lasciando per ultimi quelli più teneri. Poi si aggiunge, in parti uguali, acqua calda e vino o aceto e si cuoce a fuoco non troppo basso per 15-18 minuti. Si dispongono quindi le fette di pane abbrustolito sui piatti e si versano razioni di brodetto fino a ricoprirle completamente.

## Varianti
Ogni porto dell'Adriatico centro-settentrionale ha la sua ricetta, le varianti più importanti sono (da nord a sud):
- Brodetto di seppie (polenta e sepe in triestino)
- Brodetto di Chioggia (broeto in veneto)
- Brodetto romagnolo (brudèt in romagnolo)
- Brodetto alla fanese (el brudèt in fanese)
- Brodetto all'anconetana
- Brodetto di Porto Recanati
- Brodetto di Porto San Giorgio
- Brodetto alla sambenedettese
- Brodetto alla giuliese
- Brodetto alla pescarese
- Brodetto alla vastese

Il brodetto di seppie viene preparato con le seppie e servito su polenta. 
Il brodetto alla chioggiotta utilizza nel soffritto anche sedano e carota.
Nella varianti romagnole e in quella fanese si utilizza la conserva di pomodoro e l'aceto.
Quello sambenedettese si differenzia per essere senza pomodoro (al limite con pomodoro verde) e con l'aggiunta di peperoni e aceto, mentre a Porto Recanati si usa lo zafferano.
Il brodetto alla vastese e il brodetto di Ortona si differenziano per la preparazione semplice, nella quale non vengono utilizzati soffritti, né aggiunti acqua, brodo o aceto. Il pesce viene cucinato intero e non a pezzi.
Il brodetto termolese si differenzia  per l'uso del peperone fresco.

### Fuori dall'Italia
Varianti derivate dal brodetto sono presenti anche nelle tradizioni culinarie dell'Istria, del Carnaro e della Dalmazia, dove in lingua croata è conosciuto col nome di brodet, brudet o brujet a seconda delle varianti regionali. Anche a Corfù è presente un simile piatto, detto Bourdeto (Μπουρδέτο). È evidente la derivazione veneta di questi piatti, per via della secolare dominazione veneziana dell'Adriatico orientale e delle Isole Ionie.

## Ricette
- Brodetto di Termoli, su termoli.net (archiviato dall'url originale il 22 gennaio 2011).
- Brodetto di Pesce Adriatico [collegamento interrotto], su cucinarefacile.com.